# BRAC

BRAC — международная некоммерческая общественная организация, созданная и базирующаяся в Бангладеш. Одна из крупнейших общественных организаций в мире по числу работников и количеству людей, которым была оказана помощь Организация была создана в 1972 году сэром Фазле Хасаном Абедом, вскоре после обретения независимости Бангладеш от Пакистана. Представительства BRAC есть во всех 64 зилах (округах) республики, а также в Афганистане, Пакистане, Шри-Ланке, Уганде, Танзании, Южном Судане, Сьерра-Леоне, Либерии, Гаити и Филиппинах.

## История

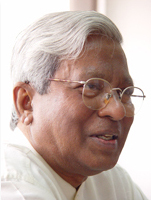
Фазле Хасан Абед, основатель BRAC

Организация BRAC была основана Фазле Хасаном Абедом в столице Бангладеш Дакке в 1972 году. Аббревиатура BRAC изначально расшифровывалась как Bangladesh Rehabilitation Assistance Committee (рус. Комитет Содействия Реабилитации Бангладеш), а затем как Bangladesh Rural Advancement Committee (рус. Комитет Развития Села Бангладеш), сейчас BRAC не рассматривают как акроним. Появившись в 1972 году в Силхете как организация помощи беженцам войны за независимость от Пакистана, BRAC восстановила 14 тысяч домов и построила несколько сот лодок для рыбаков. Также в это время были открыты медицинские центры и оказывались другие необходимые услуги населению. После восстановления последствий войны BRAC сосредоточилась на проблемах бедности, безземельного крестьянства и материнства.
К 1974 году BRAC начала предоставлять займы населению. До середины 1970-х годов BRAC сосредоточена на развитии общин через программы развития, которые включали сельское хозяйство, рыболовство, кооперативы, сельские ремёсла, образование для взрослых, здоровье и планирование семьи, профессиональную подготовку для женщин и строительство общинных центров. Отдел исследований и оценки (англ. Research and Evaluation Division (RED)) был создан в 1975 году для аналитики и оценки деятельности организации и обеспечения вектора развития организации. В 1977 году деятельность BRAC смещается от развития общин к более целенаправленному подходу в организации деревенских групп, получивших название «Деревенские организации» (англ. Village Organizations). Целевой группой общественной организации были беднейшие из бедных — безземельные крестьяне, мелкие фермеры, ремесленники и незащищённые женщины. Те, кто владел менее чем половиной акра земли и выживал, продавая ручной труд, были расценены как целевая группа для помощи. В том же году BRAC создаёт коммерческую типографию, чтобы увеличить финансирование своей деятельности. Годом позже BRAC открывает ремесленную розничную сеть Aarong.
В 1979 году BRAC расширила область деятельности путём создания сети общенациональной пероральной терапии, проводя кампанию по борьбе с диареей, главной причиной высокой детской смертности в Бангладеш. За десятилетний период 1200 медработников BRAC обучали матерей приготовлению физраствора для борьбы с болезнью их детей. Благодаря своей медицинской кампании, BRAC удалось снизить детскую и младенческую смертность от 285 смертей на тысячу до 75 на тысячу.
В 1986 году начинается реализация «Программы развития сельских районов» (англ. Rural Development Programme). В 1991 запускается «Программа улучшения женского здоровья» (англ. Women’s Health Development). В 1998 году введён в эксплуатацию Молочно-пищевой проект (англ. Dairy and Food Project). В следующем году BRAC запустила Институт информационных технологий. В 2001 году учреждён Университет BRAC, целью которого является подготовка квалифицированных кадров для организации. В этом же году начинает свою работу банк BRAC Bank Ltd., цель которого — обслуживание в первую очередь малых и средних предприятий.
В 2002 году в рамках новой программы CFPR-TUP, разработанный специально для самого бедного населения Бангладеш, BRAC стала предлагать им услуги микрофинансирования на более выгодных для людей условиях. В том же году организация начала свою работу в Афганистане.
В 2004 году, впервые в Бангладеш при содействии BRAC утверждён офис Омбудсмена. В 2006 году учреждаются партнёрские организации: BRAC UK и BRAC USA. В 2010 организацией создаётся общественная радиостанция в Бангладеш. В 2010 году в организации происходит ребрендинг, новый логотип призван символизировать силу, прямоту и прочность, а также многогранность компании. В 2012 году BRAC открывает автошколу в рамках Программы безопасности дорожного движения.

## Цели
«BRAC сделали то, что мало кому удалось — они добилась успеха в массовом масштабе, что позволило реализовать программы здравоохранения и спасти жизни миллионов беднейших людей в мире. Они [BRAC] напоминают нам, что даже самые неразрешимые задачи решаемы, и вдохновляют нас на равнение их успеху во всём развивающемся мире.».

### Экономическое развитие
«Программа экономического развития» BRAC использует модель микрокредитования. Микрокредит подразумевает беззалоговый заём, опирающийся на кредитную солидарность и групповую ответственность внутри Деревенских организаций, наподобие того, как это делает Grameen Bank. В 2008 году Программа микрофинансирования BRAC в Бангладеш обслуживала более 7 млн бедных заёмщиков.

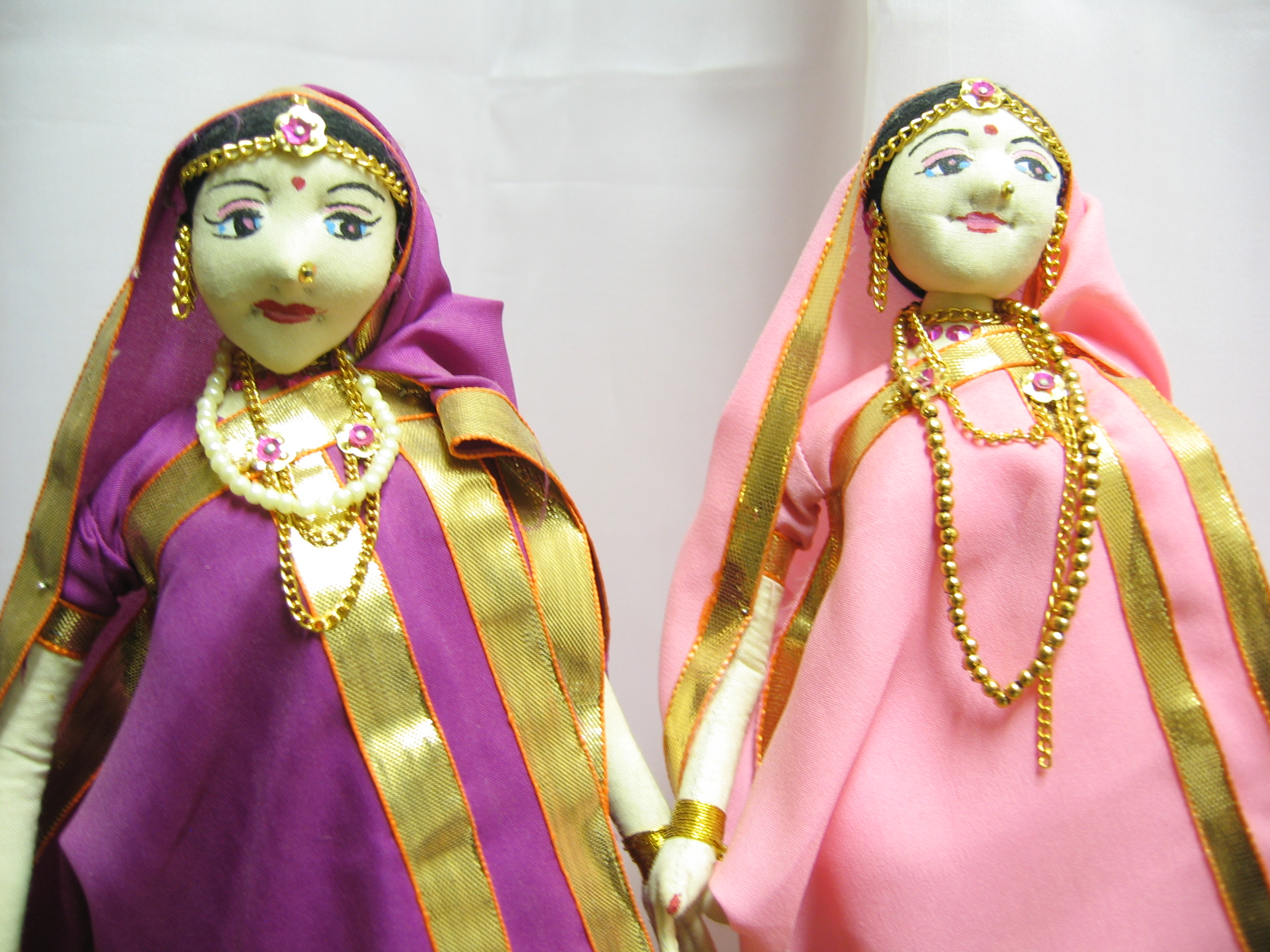
Куклы, сделанные бедными ремесленниками, продаются в магазинах Aarong

В дополнение к микрофинансированию, BRAC обеспечивает обучение и поддержку предпринимательства у своих заёмщиков. С запуском «Молочно-продуктовой программы» в 1998 году, BRAC помогает местным предпринимателям преодолеть разрыв между местными производителями и международными хозяйственными рынками. Внимание BRAC также сфокусировано на проблеме занятости молодёжи, оказании ей помощи, особенно молодым женщинам. На это направлена «Программа развития подростков» (англ. Adolescent Development Program).
BRAC имеет ряд коммерческих программ, способствующих устойчивому развитию организации и обеспечению её некоммерческой деятельности. Сюда можно отнести Aarong, BRAC Dairy and Food Project и BRAC Salt.

### Образование
«Неформальная Первичная Образовательная программа» (англ. BRAC’s Non-Formal Primary Education programme) обеспечивает обучение бедных сельских детей и детей из неблагополучных семей. Она рассчитана на четыре года, за это время детям преподаётся пятилетняя программа государства. Каждая такая школа, как правило, состоит из 33 учеников и одного учителя. В качестве основных предметов включены математика, обществознание и английский. Школы также проводят внеклассные мероприятия. По состоянию на июнь 2008 года, BRAC были созданы 37 500 начальных школ и 24 750 дошкольных заведений, в них обучались почти 3 миллиона детей, 65 % из которых девочки.
BRAC были созданы Kishori Kendra, центры для подростков, которые обучают подростков по актуальным общественным вопросам, таким как сексуальное здоровье, ранний брак, юридические права женщин и т. д. BRAC также создала 964 публичные библиотеки, 185 из которых оснащены компьютерами.

### Здравоохранение

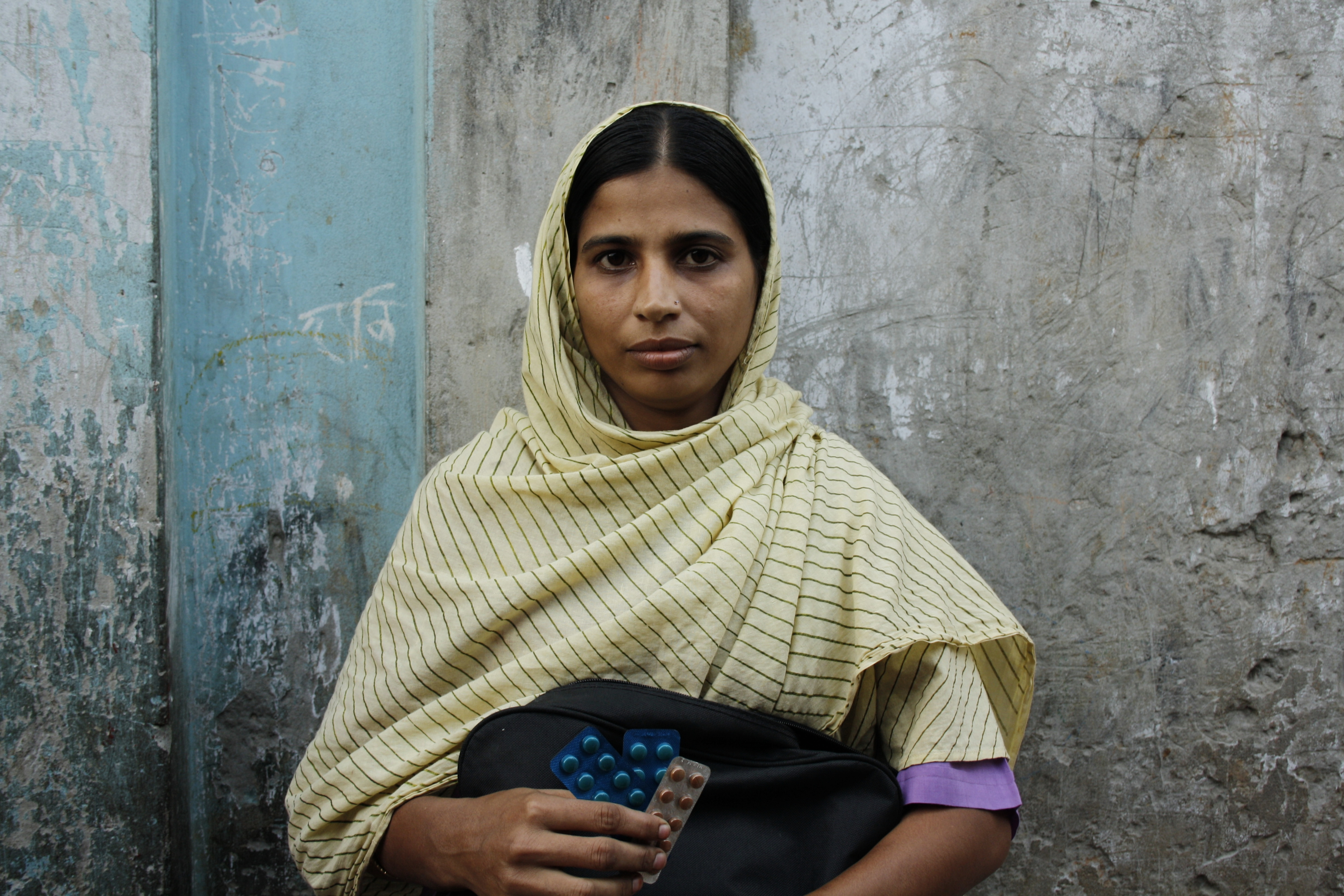
Медработник BRAC в трущобах Дакки

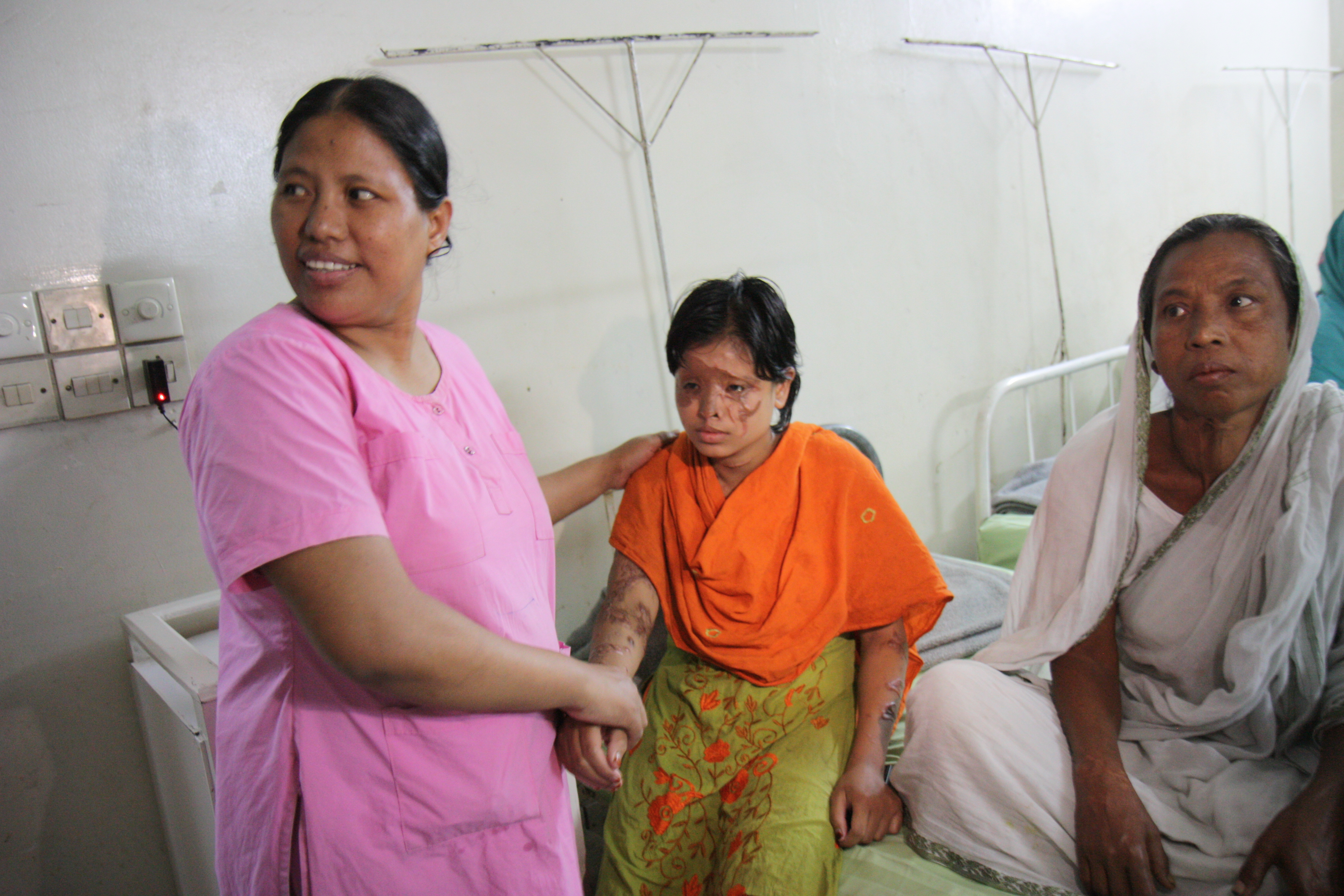
Помощь облитой кислотой женщине. Дакка, Бангладеш

BRAC начала решать проблемы здравоохранения с 1972 года. Акцент был сделан на медпомощь через фельдшеров и самофинансирования медицинского страхования. Основными достижениями медицинской программы стало сокращение детской смертности в 80-х годах и вакцинация жителей Бангладеш (с 2 % до 70 % населения). Из-за большой детской смертности от диареи в 1980 году в BRAC прошли обучение 10 000 женщин, которые затем учили матерей делать лечащий физраствор. BRAC предоставляет широкий спектр услуг, которые доступны примерно 31 млн бедных сельчан. Большинство родов в Бангладеш принимаются дома, поэтому BRAC внедрила программу, по которой акушерки обучаются принимать роды в домашних условиях, минимизируя тем самым риск, насколько это возможно. BRAC тесно сотрудничает с правительством в рамках «Национальной программы борьбы с туберкулёзом» (англ. National Tuberculosis Programme), поразившем 93 млн человек в 42 зилах. BRAC также работает в «Национальной программе борьбы с малярией» (англ. National Malaria Control Programme) в партнёрстве с правительством и двадцатью другими общественными организациями в 13 эндемичных районах Бангладеш, где болезнью поражены почти 15 млн человек.

### Социальное развитие
В 1996 году, BRAC начала совместную программу в сотрудничестве с Ain O Shalish Kendra (ASK) и Bangladesh National Women Leader’s Association (BNWLA). Программа была направлена на расширение возможностей женщин и их защиту от социальной дискриминации, эксплуатации, изнасилований, многожёнства, семейного насилия и др. Реализуясь в Бангладеш, целью программы было разъяснять женщинам их права и помогать в случаях, когда они ущемляются. Программа состоит из двух компонентов: компонент социального развития и компонент прав человека и юридических услуг.
Компонент социального развития фокусируется на укреплении человеческих и социально-политических активов бедных (особенно женщин) путём институционального развития, повышения уровня информированности граждан и обучения. Компонент прав человека и юридических услуг направлен на расширение возможностей бедных благодаря повышению их информированности о своих юридических, человеческих и социальных правах. BRAC также предлагает внешние услуги, такие как доступ к адвокатам для юридических консультаций. Организация помогает женщинам сообщать о случившемся с ними на местном полицейском участке или при обращении за медицинской помощью в случае кислотного ожога. В конце июня 2006 года, было сообщено о 1332 случаях обливания кислотой и 1735 случаях изнасилований.

### Помощь при стихийных бедствиях

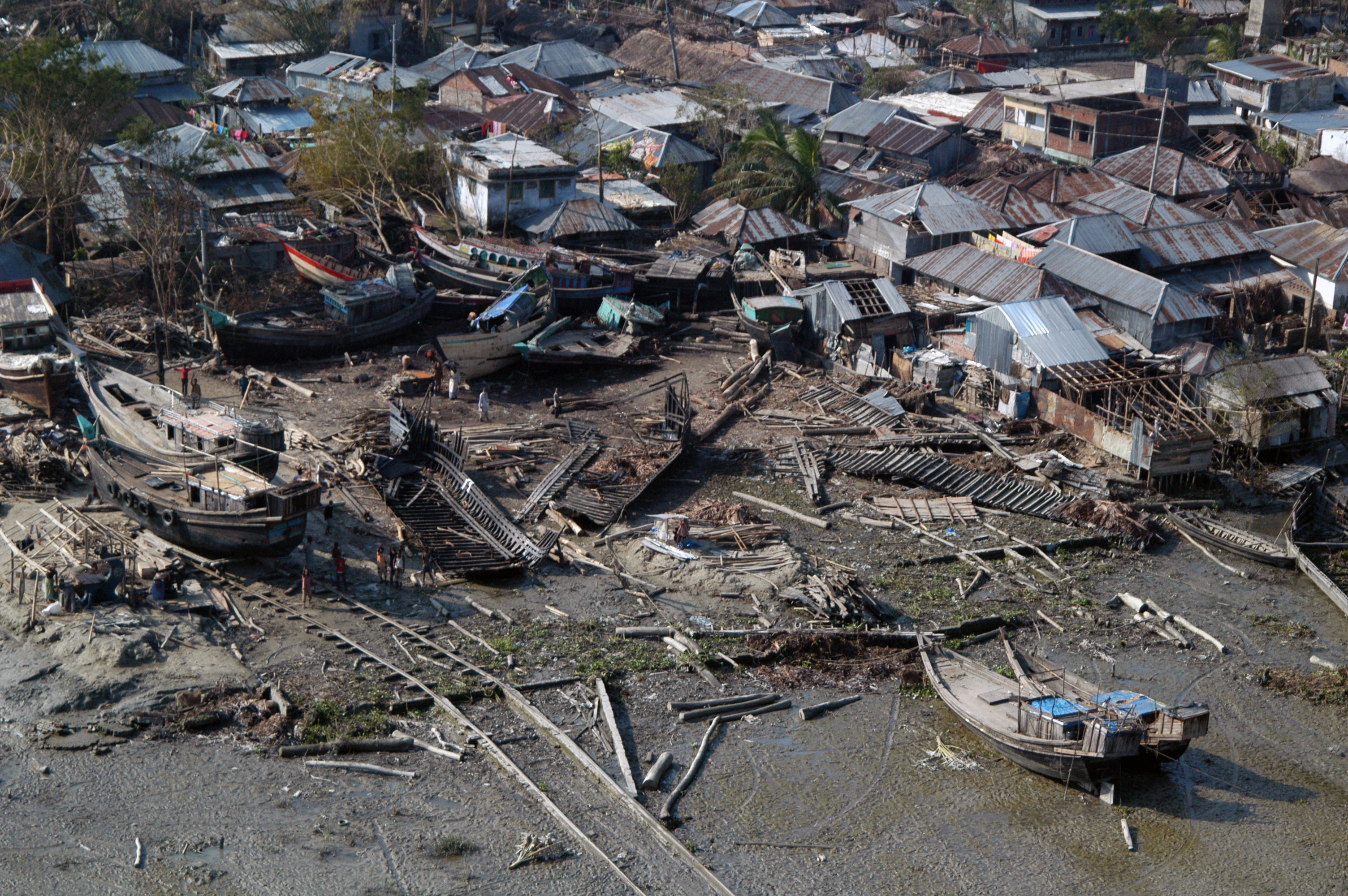
Разрушения в Бангладеш после циклона Сидр, 2007 год

В 2007 году тропический циклон Сидр задел Бангладеш и часть Индии. На юго-западном побережье страны были катастрофические разрушения и большое число погибших. BRAC участвовала в ликвидации последствий циклона и в поисках и помощи пострадавшим, обеспечением их продуктами питания, питьевой воды и одежды. Медицинскую помощь получили более 60 000 жертв трагедии. Также BRAC начала помогать восстанавливать разрушенную инфраструктуру и сельское хозяйство.

## Страны BRAC
Ниже представлен список государств, в которых зарегистрированы отделения BRAC. Также партнёрские организации созданы в Великобритании и США.
- Афганистан
- Гаити
- Либерия
- Пакистан
- Сьерра-Леоне
- Танзания
- Уганда
- Филиппины
- Шри-Ланка
- Южный Судан